# КАСА Арена Хорсенс
„КАСА Арена Хорсенс“ (CASA Arena Horsens) е футболен стадион в гр. Хорсенс, Дания.
На него играе домакинските си мачове „АК Хорсенс“. Стадионът има капацитет от 10 400 зрители.